# Nathan Blecharczyk
Nathan Blecharczyk est un homme d'affaires américain milliardaire. Il est également cofondateur du site Internet Airbnb, une plateforme communautaire de location et de réservation de logements de particuliers. 

## Vie personnelle et formation
Nathan Blecharczyk est né aux alentours de 1984. Il sort diplômé de la Boston Latin Academy en 2001 et continue ses études à Harvard où il obtient l'équivalent d'une licence en sciences informatiques. 

## Carrière
Il est le cofondateur du site Internet Airbnb. En 2020, il est, selon Forbes, la 437e personne la plus riche du monde, avec une fortune estimée à 4,1 milliard de dollars. 